# سیاوش (ارتشتاران‌سالار)
سیاوش که در منابع بیزانسی به سئوسس (Σεόσης) معروف است، یک فرمانده نظامی ایرانی و ارتشتاران‌سالار (فرمانده ارتش) شاهنشاه قباد یکم ساسانی (حک. ۴۹۸–۵۳۱) در دومین دوره حکومتش بود. وی در حدود سال ۵۲۰ به سوءاستفاده از مذاکرات صلح با امپراتوری بیزانس متهم و از منصب برکنار و اعدام شد.
پس از بازپس‌گیری تاج و تخت توسط قباد، سیاوش به‌عنوان فرمانده سپاه ساسانی (ارتشتاران سالار) منصوب شد. در سال ۵۲۰، قباد یکم به منظور جانشینی پسر کوچکترش خسرو انوشیروان (که موقعیتش توسط برادران رقیب و فرقه مزدکی در خطر بود)، به امپراتور بیزانس ژوستین یکم پیشنهاد کرد که خسرو را به فرزندی قبول کند. این پیشنهاد در ابتدا مورد استقبال امپراتور بیزانس و برادرزاده‌اش ژوستینیان قرار گرفت، اما پروکلوس، شهبانو ژوستین، به دلیل نگرانی از اینکه خسرو ممکن است بعداً مدعی تاج و تخت بیزانس شود، با این کار مخالفت کرد. در عوض بیزانسی‌ها پیشنهاد دادند که خسرو را نه به عنوان یک رومی، بلکه به عنوان یک بربر قبول کنند. در نهایت مذاکرات به اجماع نرسید. گفته می‌شود که خسرو از سوی بیزانسی‌ها مورد اهانت قرار گرفته و رفتارش نسبت به آنها بدتر شد.
مهبد که به همراه سیاوش نقش مذاکره کننده را بر عهده داشت، سیاوش را متهم به خرابکاری عمدی در مذاکرات کرد. اتهامات دیگری نیز از قبیل احترام به خدایان جدید و دفن همسر مرده به سیاوش وارد شد (که خلاف قوانین کشور بود)؛ بنابراین سیاوش به احتمال زیاد مزدکی بود، فرقه مذهبی که قباد در ابتدا از آن پشتیبانی می‌کرد اما از آن روگردان شده بود. اگرچه سیاوش از دوستان نزدیک قباد بود و به او در فرار از زندان یاری نموده بود، اما قباد نکوشید از اعدام او جلوگیری کند و درنهایت سیاوش را اعدام کردند.